# Castelo de Oshi
}}
Castelo de Oshi (忍城 Oshi-jō) é uma fortificação japonesa localizada em Gyoda, prefeitura de Saitama, Japão. Durante o período Edo, o castelo foi construido com o centro de 100,000 kokus (unidade volumétrica do Japão Feudal) no dominio Oshi. Mas o castelo é muito mais conhecido pela sua associação com o cerco de Oshi durante o final do período Sengoku. O castelo era também conhecido como "Kama-jō" (Castelo da tartaruga 亀城) ou "Oshi-n-uki-jō" (忍の浮き城 o castelo flutuante de Oshi). Foi considerado como um dos sete principais redutos da região de Kanto.

## Historia
O Castelo de Oshi foi completado por Narita Akiyasu por volta de 1479. A família de Narita governou sobre a área de Gyoda inicialmente como vassalos do clã Ogigayatsu Uesugi, mudando sua lealdade para o clã Odawara Hōjō em 1546, a fortificação foi incendiada por Uesugi Kenshin em 1574. O castelo que fez uso de charcos e pântanos em seu entorno para sua defesa e era considerado inexpugnável em 1590, foi atacado após o envio de Ishida Mitsunari por Toyotomi Hideyoshi com um exército de 23.000 soldados para tomar-lo. A tática de usar o rompimento de um dique e inundar o castelo para reforçar a defesa, Kaihime, filha de Narita Ujinaga, liderou um grupo responsável pelo rompimento do dique, causando um ataque massivo aos invasores. O cerco de Oshi, com 619 samurais em torno do castelo e com 2.000 conscritos locais detidos após numerosos ataques, incluindo um esforço para inundar seus defensores modelado depois do famoso cerco de Takamatsu de Hideyoshi. Apesar da construção impressionante de Mitsunari com 28 quilômetros de diques com cascatas, o castelo continuou detido e seus defensores libertados somente após a palavra que seus governantes tinham sido derrotados no cerco de Odawara.
A área veio sob o controle de Tokugawa Ieyasu e o castelo foi reconstruído posteriormente com o centro de 100,000 kokus, governado por uma sucessão de daimyos (大名) de vários ramos do clã Matsudaira e do clã de Abe, a cidade prosperou durante o período Edo e sua proximidade com a auto-estrada de Nakasendō com a localização às margens do Rio Tone (利根川).
Após o período Meiji, todas as estruturas do castelo foram destruídas e o seu terreno transformado em um parque público. A atual torre de vigia foi reconstruída em 1988 para impulsionar o turismo local e para funcionar como o Museu Histórico Local de Gyoda 行田市郷土博物館 (Gyoda-shi Gōdō Hakubutsukan).